# 莫纳斯泰拉切
莫纳斯泰拉切（義大利語：Monasterace），是意大利雷焦卡拉布里亚省的一个市镇。总面积15平方公里，人口3554人，人口密度236.9人/平方公里（2009年）。ISTAT代码为080052。